# ويلينغتون كامارغو دو ناسيمنتو
ويلينغتون كامارغو دو ناسيمنتو هو لاعب كرة قدم برازيلي في مركز الوسط، ولد في 7 أبريل 1990 في Carlópolis ‏ في البرازيل. لعب مع راد بيوغراد وسلافيا صوفيا ونادي جريميو مارينغا.

## وصلات خارجية
- ويلينغتون كامارغو دو ناسيمنتو على موقع Soccerway.com (الإنجليزية)